# 필 만자네라
필립 제프리 타겟트애덤스(영어: Phillip Geoffrey Targett-Adams, 1951년 1월 31일 ~ )는 필 만자네라(영어: Phil Manzanera)로 알려진 영국의 음악가, 작곡가, 음반 프로듀서이다. 그는 록시 뮤직의 리드 기타리스트이며, 801과 콰이어트 선의 리드 기타리스트였다. 2006년, 만자네라는 데이비드 길모어의 음반 《On an Island》을 공동 프로듀싱했으며, 유럽과 북미 투어에서 길모어의 밴드에서 연주했다. 그는 《플래닛 록》 방송국을 위해 《위대한 기타리스트 A부터 Z까지》라는 제목의 1시간 분량 라디오 프로그램 14편을 집필하고 진행했다.

## 어린 시절
만자네라는 1951년 1월 31일, 영국 런던에서 콜롬비아 출신 어머니 (결혼 전 성은 만자네라)와 영국인 아버지 사이에서 태어났다. 그의 아버지는 영국해외항공에서 근무했다. 그는 어린 시절 대부분을 하와이, 베네수엘라, 콜롬비아, 쿠바 등 아메리카 대륙 여러 지역에서 보냈다. 쿠바 아바나에서, 바티스타 정권 아래 살던 여섯 살 무렵, 그는 어머니가 소유하고 있던 스페인 기타를 통해 처음으로 기타를 접했다. 그의 초기 음악적 성취는 쿠바 혁명에서 영감을 받은 쿠바 민속 음악이었다.
베네수엘라에서는 여덟 살이던 만자네라가 일렉트릭 기타의 사운드를 실험하기 시작했다. 십대 시절 동안 그는 1960년대 로큰롤과 메렝게, 쿰비아, 그리고 특히 멕시코의 아르만도 만사네로의 볼레로 등 라틴아메리카 리듬의 영향을 함께 흡수했다.

## 음악 경력

### 록시 뮤직
만자네라는 프로 밴드에 합류하겠다는 결심을 했고, 1971년 10월, 그는 새롭게 결성된 아트 록 밴드 록시 뮤직의 리드 기타리스트 오디션에 참가한 약 20명의 연주자 중 한 명이었다. 그는 폭넓은 음악적 관심을 보여주었다. 라틴아메리카에서의 어린 시절 체류 경험과 기숙학교 시절의 영향을 받아, 그는 소프트 머신의 로버트 와이어트, 핑크 플로이드의 데이비드 길모어 등 여러 저명한 음악가들과 인연을 맺게 되었는데, 길모어는 그의 형 유진의 친구였다.
만자네라는 처음에는 록시 뮤직의 기타리스트로 채용되지 않고, 로디이자 기타 기술자로 고용되었다. 이후 1972년 초, 밴드가 상업적으로 발매된 음반을 내기 전에 데이비드 오리스트가 탈퇴하자, 만자네라는 록시 뮤직의 기타리스트로 그를 대체해 달라는 제안을 받았다. 당시 그의 밴드 동료들은 브라이언 페리, 브라이언 이노, 폴 톰슨, 앤디 매케이, 그리고 그레이엄 심프슨이었다. 록시 뮤직은 급속도로 주목을 받으며 떠올랐고, 1970년대 초반을 대표하는 스타일적 영향력을 지닌 밴드로 평가받았다.

## 음반 목록

### 솔로
- Diamond Head (1975)
- Listen Now (801) (1977)
- K-Scope (1978)
- Primitive Guitars (1982)
- Southern Cross (1990)
- Vozero (1999)
- 6PM (2004)
- 50 Minutes Later (2005)
- Firebird V11 (2008)
- The Sound of Blue (2015)

### 록시 뮤직
- Roxy Music (1972)
- For Your Pleasure (1973)
- Stranded (1973)
- Country Life (1974)
- Siren (1975)
- Manifesto (1979)
- Flesh and Blood (1980)
- Avalon (1982)